# アーカディ・ウルモフ
アーカディ・グリゴリビッチ・ウルモフ（Arkady Grigorovich Ourumov）は、映画『007 ゴールデンアイ』に登場する架空の軍人。「犯罪組織ヤヌス」の構成員。名はアルカディとも表記されるほか、ノベライズ版ではアルカジー・グリゴリエヴィッチ・オールモフという表記が使われた。

## 人物
ウルモフはソビエト連邦軍およびロシア連邦軍に所属する将校である。劇中、Mがボンドに見せた記録によれば、少なくとも次のような軍歴が確認されている。
- 1968年：モスクワ軍事大学卒業。
- 1970年：キエフの応用軍事科学学校卒業。大尉昇進。
- 1970年 - 1975年：陸軍ミサイル実験場勤務。
- 1975年 - 1981年：宇宙局勤務。少佐昇進。
- 年度不明：アーカンゲル化学兵器工場勤務。
- 年度不明：大佐昇進。

その後、1986年にはアーカンゲルの化学兵器工場がMI6によって破壊される。ただし同じ記録によれば、1987年にはミハイル・ゴルバチョフの手で地位が回復され、再び宇宙局での勤務を始めたとされている。また、ソビエト連邦の崩壊の引き金となったソ連8月クーデターにも関与していたとされるが、調査を行なっていた協力者が唐突に自殺したために真実は明らかになっていない。
複数の勲章・記章を受章している。昇進後の制服の左胸にはソ連邦英雄金星章と複数の略綬が、右胸には軍事大学卒業生記章が確認できる。劇中では階級について単に「将軍」(General)としか呼ばれていないが、正式には上級大将である。
常にスキットルを携帯しており、カーチェイスのシーンでは何度もこれで酒を飲んでいる。官給品のマカロフ拳銃で武装している。
ノベライズ版ではソ連国家保安委員会（KGB）国境警備隊所属の将校とされており、ボンド曰く、西側工作員の間ではパラノイア的なまでの警備体制を敷くことで知られている人物であったという。アフガン侵攻には戦車兵として従軍したが、自らの戦車が直撃弾を受け炎上し、彼を含む2人を除き乗員全員が焼け死ぬという経験をした。それ以来、ウルモフは戦車そのものに恐怖感を抱くようになり、今でも戦車兵らの最期を夢に見ることがあるされている。

## 映画での描写
1986年、ウルモフはソ連・アーカンゲルの化学兵器工場の警備責任者たる大佐として登場する。この中でウルモフはエージェント006ことアレック・トレヴェルヤンを拘束したが、エージェント007ことジェームズ・ボンドの手によって工場は爆破されてしまう。ソ連崩壊後の1995年、ロシア連邦軍の将軍となったウルモフはロシア連邦宇宙局長官に就任しており、MI6の政治アナリストによれば「第二の鋼鉄の人」と呼ばれるほどの愛国者として知られているという。しかし、その裏ではヤヌスという謎の男率いる犯罪組織と繋がりを持ち、自らの利益のために軍の装備や人員をヤヌスに流用していた。さらにソ連時代に開発された衛星兵器ゴールデンアイをヤヌスの計画に利用するべく、まずは元ソ連空軍パイロットでヤヌスの殺し屋であるゼニア・オナトップと共に対電磁波装甲が施されたタイガー攻撃ヘリを盗みだす。そしてタイガーヘリでゴールデンアイの管制室があるセヴェルナヤの秘密施設を訪問し、抜き打ちの訓練と称してゴールデンアイのロックを解除させた上で職員を皆殺しにする。そして証拠隠滅のためにゴールデンアイを起動し、操作用のプレートを奪取した後にセヴェルナヤの施設を完全に破壊したのだった。
その後、サンクトペテルブルクで開かれたデミトリ・ミシュキン国防大臣との会議に出席し、セヴェルナヤでの出来事についてシベリアの分離独立派によるテロ攻撃であったと主張するも、ヤヌスが抱き込んでいた職員ボリス・グリシェンコ以外にも、ナターリア・シミョノヴァという職員の遺体も見つかっていないことを知らされる。ウルモフはすぐにボリスを利用してナターリアをおびき寄せ捕えることに成功する。
その後、ヤヌスによる処刑を間一髪逃れたボンドとナターリアはロシア当局に捕らえられ、セヴェルナヤ攻撃の首謀者としてミシュキンに尋問を受ける。そこでボンドとナターリアはウルモフがヤヌスの構成員であることを暴露するが、遅れて尋問室に入ってきたウルモフはその場でボンドのワルサーPPKを使って衛兵とミシュキンを射殺し、ボンドたちを殺してその罪をなすりつけようとする。ボンドたちはウルモフの隙を突いて殴り飛ばして尋問室から脱出する。庁舎内での激しい銃撃戦の中で、ウルモフはナターリアを再び捕えることに成功し、部下がボンドを足止めしている間に官用車に乗り込みサンクトペテルブルク市街へ逃亡を図る。
ボンドの乗る戦車とのカーチェイスの末、ナターリアをつれたウルモフはヤヌスのアジトである旧ソ連製の装甲列車に辿り着く。しかしボンドは戦車を衝突させて機関車を破壊、装甲列車を足止めしてしまう。列車に乗り込んだボンドはヤヌスとオナトップに銃を突きつけるも、ボンドが女に弱いことを知っているヤヌスはナターリアを捕らえているウルモフを呼びボンドを牽制するが、逆にボンドはヤヌスがコサックの末裔であることをウルモフに指摘。動揺し、一瞬の隙をつかれたウルモフはボンドによって射殺され、ヤヌスとオナトップは列車から脱出した。

## ゲームでの描写
映画『007 ゴールデンアイ』をゲーム化したNINTENDO 64のゲームソフト『ゴールデンアイ 007』、およびWii向けのリメイク版にもウルモフが登場する。N64版のプロットはおおむね映画に沿っており、ウルモフのキャラクターも映画とほぼ変わらない。一方、Wii版では設定を現代に移しており、ウルモフの設定も変更されている。
Wii版のキャラクターのモデルは映画でウルモフを演じたゴットフリード・ジョンではなく、声を当てたLaurentiu Possaの外見をベースとしたものになった。制服のデザインも大きく異なる。wii版のウルモフはブラックマーケットへの兵器横流しで私腹を肥やすロシア軍将校と設定されており、ボンドがアルハンゲリスクに向かうのはウルモフとテロ組織の「あるハイテク兵器」に関する取引を阻止するためである。